# Mükéné uralkodóinak listája
Mükéné városát Perszeusz, Tirünsz királya alapította. A tirünszi uralkodóház valamikor az i. e. 13. század kezdete környékén teljesen átköltözött Mükénébe, és attól kezdve Mükénéi király címet viseltek.
Lásd még: Tirünsz uralkodóinak listája
| Név          | Idő                           | Idő                           | Idő                           |
| ------------ | ----------------------------- | ----------------------------- | ----------------------------- |
| Perszeusz    | i. e. 14. század              | i. e. 14. század              | i. e. 14. század              |
| Élektrüón    | i. e. 14. század              | i. e. 14. század              | i. e. 14. század              |
| Amphitrüón   | i. e. 14. század              | i. e. 14. század              | i. e. 14. század              |
| Szthenelosz  | i. e. 14. század              | i. e. 14. század              | i. e. 14. század              |
| Eurüsztheusz | i. e. 14-13. század fordulója | i. e. 14-13. század fordulója | i. e. 14-13. század fordulója |
| Atreusz      | i. e. 13. század              | i. e. 13. század              | i. e. 13. század              |
| Thüesztész   | i. e. 13. század              | i. e. 13. század              | i. e. 13. század              |
| Agamemnón    | i. e. 13–12. század           | i. e. 13–12. század           | i. e. 13–12. század           |
| Aigiszthosz  | i. e. 12. század              | i. e. 12. század              | i. e. 12. század              |
| Alétész      | i. e. 12. század              | i. e. 12. század              | i. e. 12. század              |
| Oresztész    | i. e. 12. század              | i. e. 12. század              | i. e. 12. század              |
| Teiszamenosz | i. e. 12. század              | i. e. 12. század              | i. e. 12. század              |